# جایدایال دالمیا
جایدایال دالمیا (انگلیسی: Jaidayal Dalmia; ۱۱ دسامبر ۱۹۰۴ – ۱ ژانویهٔ ۱۹۹۳) نویسنده، صنعت‌گر، کارآفرین و نیکوکار اهل هند بود، که در سال ۱۹۳۰ گروه دالمیا را تأسیس کرد.